# Sparta (película)
Sparta es una película de 2022, dirigida por el austriaco Ulrich Seidl. También participó en la elaboración del guion Veronika Franz. La cinta dura 101 minutos.
El 2 de septiembre de 2022, Spiegel Online publicó varios testimonios de miembros del equipo de rodaje y de algunos de los actores menores de edad que integran el elenco en los que aseguran que se les expuso a situaciones de violencia y desnudez sin que los tutores de esos menores hubiesen recibido información suficiente acerca de la temática de la película. Estas acusaciones condujeron al Festival Internacional de Cine de Toronto, que tenía previsto acoger el estreno mundial de la película, a cancelarlo. El estreno se produjo finalmente el 18 de septiembre de 2022, durante la septuagésima edición del Festival Internacional de Cine de San Sebastián.

## Elenco
- Georg Friedrich: Ewald[1]
- Florentina Elena Pop
- Hans-Michael Rehberg
- Marius Ignat
- Octavian-Nicolae Cocis